# Warnice (Dębno)
Warnice (deutsch Warnitz) ist ein Dorf der Gemeinde Dębno im Powiat Myślibórz (Soldin) der Woiwodschaft Westpommern in Polen.

## Geografische Lage
Warnice liegt etwa 20 km südwestlich von Myślibórz (Soldin) und etwa 16 km nördlich von Dębno (Neudamm) in der Neumark.

## Kultur und Sehenswürdigkeiten

### Kirche
Die mittelalterliche Kirche St. Joseph wurde 1858 umgebaut und mit einem Kirchturm versehen, im Inneren steht ein Altar von 1604 mit Darstellung der zwölf Apostel.

### Friedhof
Die Überreste des deutschen Friedhofs auf einem kleinen Hügel am Wald liegen südlich des Dorfs nahe dem See.

### Herrenhaus

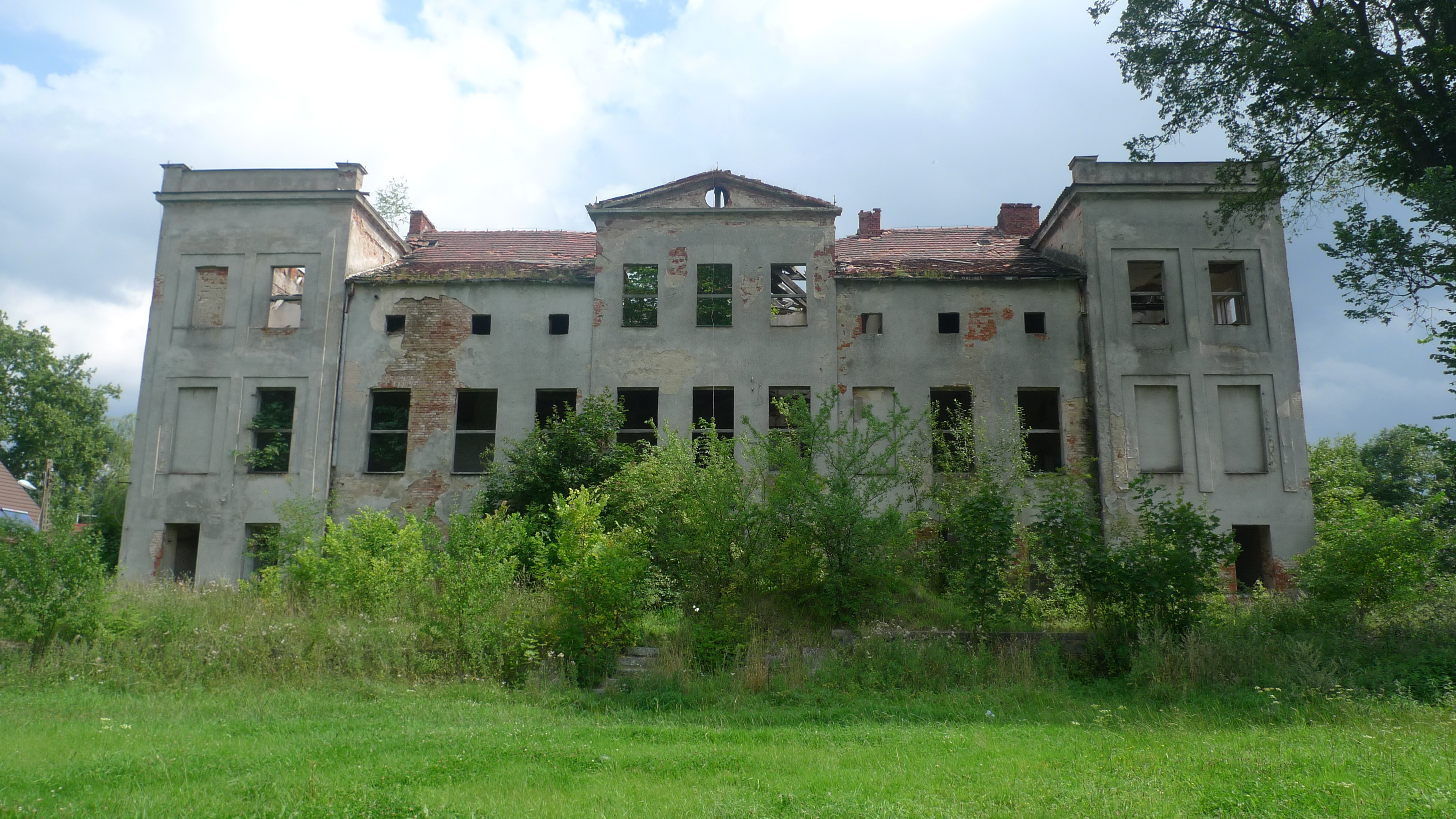
Rückseite des Herrenhauses Warnitz (2011)

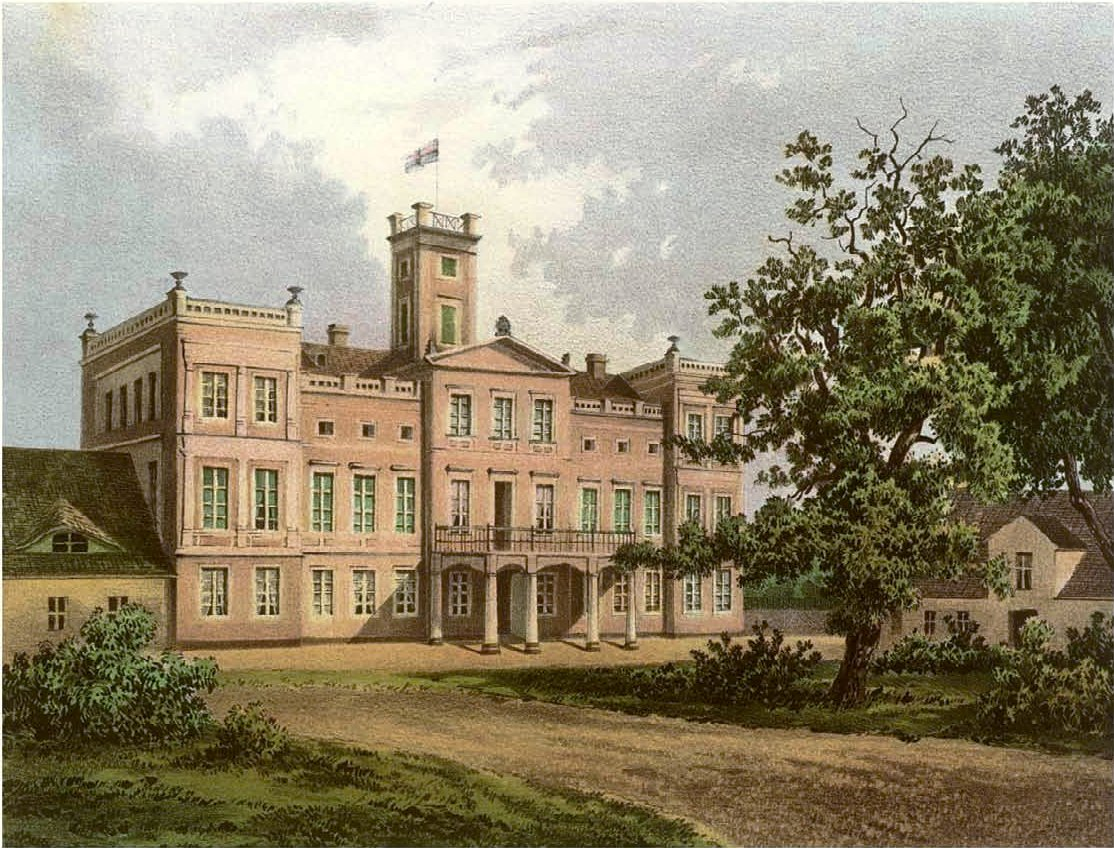
Herrenhaus Warnitz um 1862/63, Sammlung Alexander Duncker

Warnitz gehört zu den wenigen Rittergütern der Neumark, die sich vom 14. bis zum 20. Jahrhundert im Besitz einer Familie befanden, der Familie von Osten. 1398 ist Ulrich von Osten als Besitzer des Orts Schildberg belegt, zu dem u. a. das Dorf Warnitz gehörte. Wohl seit 1614 wurde Warnitz als selbständiges Gut geführt, das Alexander von der Osten nach dem Tod seines gleichnamigen Vaters erbte. Das heutige Herrenhaus wurde durch Julius von der Osten errichtet, seit 1807 Besitzer des Guts, das Mitte des 19. Jahrhunderts eine Feldmark von 14,500 Morgen umfasste. Um 1879 weist das erstmals publizierte General-Adressbuch der Rittergutsbesitzer für die Provinz Brandenburg dann 3202 ha Fläche aus, mit 1726 ha Forsten. Zum Gut gehörte eine Brennerei und eine Ziegelei. Als Eigentümer galten die von der Osten’sche Erben. Die Größenordnung des Gutes blieb bis zur Wirtschaftskrise 1929/30 konstant, 3229 ha Land, davon 2100 Waldbestand. Zum Besitz gehörte ein großer Landwirtschaftsbetrieb.
Bis 1942 war das Gut im Besitz des dort verstorbenen Oskar von der Osten, verheiratet mit Anna-Marie von Sydow, dann folgte deren Sohn, der Major Burkhard von der Osten-Warnitz. Bis 1944 liefen Kreditmaßnahmen zur finanziellen Konsolidierung des Gutsbetriebes. Nach Besetzung durch die Rote Armee wurde das Herrenhaus 1945 geplündert und verwüstet. Von 1958 bis 1983 diente es als Grundschule und wurde wohl zu dieser Zeit neu verputzt, seitdem steht es leer und verfällt zusehends.

### Park
Der Park des Herrenhauses ist völlig verwildert.

### Naturdenkmäler
Sehenswert sind die zum Herrenhaus führenden Alleen.

## Persönlichkeiten

### Persönlichkeiten, die vor Ort gewirkt haben
- Julius von der Osten
- Oskar von der Osten-Warnitz